# Челищево (Калужская область)
Челищево — село в Износковском районе Калужской области России. Входит в состав сельского поселения «Деревня Ивановское»

## География
Село находится у берега реки Воря, на расстоянии 10 км к северо-западу от села Износки, административного центра района.

### Часовой пояс
Село Челищево, как и вся Калужская область, находится в часовой зоне МСК (московское время). Смещение применяемого времени относительно UTC составляет +3:00.

## Население
| 2002 | 2010 |
| ---- | ---- |
| 36   | ↘26  |